# Валя-Салчієй (Бакеу)
Валя-Салчієй (рум. Valea Salciei) — село у повіті Бакеу в Румунії. Входить до складу комуни Вултурень.
Село розташоване на відстані 240 км на північ від Бухареста, 24 км на південний схід від Бакеу, 83 км на південь від Ясс, 131 км на північний захід від Галаца.

## Населення
За даними перепису населення 2002 року у селі проживали 54 особи, усі — румуни. Усі жителі села рідною мовою назвали румунську.